# Rawa Ruska
Rawa Ruska (ukr. Рава-Руська, Rawa-Ruśka) – miasto na Ukrainie, w obwodzie lwowskim, w rejonie lwowskim, siedziba hromady Rawa Ruska.
Leży nad Ratą, przy granicy z Polską; węzeł kolejowy. 8328 mieszkańców (2025), dla porównania w 2001 było ich 8159.

## Historia
Pierwsza wzmianka historyczna pochodzi z roku 1455, kiedy to książę bełski i mazowiecki Władysław I założył miasto, przenosząc na nie nazwę ze swojej rodowej posiadłości na Mazowszu. Miasto rozwinęło się na szlaku handlowym między Lublinem i Lwowem przy przeprawie przez Ratę.
W 1621 Jakób Łychowski (Lychowski) herbu Jasieńczyk, łowczy halicki w 1613, wraz z żoną Katarzyną z Jordanowskich sprzedał Tartaków z zamkiem Perwiatycze, Bramów, Spasów Jakubowi Trzcińskiemu, od którego kupił miasto Rawa Ruska z zamkiem i kilku wsiami.
Stanowiła własność: w XVII w. Trzcińskich h. Ślepowron, na początku XVIII w. we wspólnym posiadaniu trzech rodzin: Głogowskich, Suchodolskich i Boguszów. W połowie XVIII w posiadaniu Rzeczyckich, w roku 1791 właścicielem miasta został Franciszek Głogowski, z kolei w roku 1808 miasto przeszło w posiadanie Jabłonowskich. Rawa była również własnością Trzcińskich i Adama Sapiehy.
Według podania w roku 1509 oddziały Bogdana, wojewody wołoskiego, sprawiły wielkie spustoszenie w miasteczku. Z kolei w metryce koronnej znajduje się przywilej z roku 1622 na organizację w mieście jarmarków. W 1672 roku pod miastem wojska polskie dowodzone przez Atanazego Miączyńskiego rozbiły czambuły tatarskie i uwolniły kilkaset osób wziętych w jasyr. Między 10 i 13 sierpnia 1698 miejsce zawarcia sojuszu wojskowego między Piotrem I Wielkim a Augustem II Mocnym, przeciwko Szwecji. Kilkanaście lat później miasto stało się ponownie świadkiem rozmów, tym razem między konfederatami tarnogrodzkimi a stronnikami króla, które doprowadziły do podpisania zawieszenia broni.
W latach 1772–1918 w zaborze austriackim, odgrywało rolę siedziby cyrkułu (siedziby powiatu). W 1880 Rawa liczyła ok. 6,6 tys. mieszkańców, z czego 1592 było rzymskimi katolikami, 1087 grekokatolikami a 3905 wyznawcami judaizmu.

Przedwojenny herb

Szybszy rozwój miasta zapewniło doprowadzenie do miasta w 1857 kolei z Jarosławia, w roku następnym przedłużonej do Sokala. W późniejszym rozwinął się regionalny węzeł kolejowy – wybudowano połączenie ze Lwowem przez Żółkiew, natomiast w latach 1915–1916 wybudowano połączenie kolejowe Rawa Ruska – Zawada – Rejowiec. Linia pełniła pierwotnie rolę strategiczną, ale w okresie międzywojennym stała się główną linią łączącą Warszawę ze Lwowem. Dzięki wybudowaniu linii kolejowej rozwinęło się szereg mniejszych zakładów przemysłowych m.in. cegielnia.
Podczas I wojny światowej w dniach 3–11 września 1914 odbyła się bitwa pod Rawą Ruską.
W okresie międzywojennym w granicach Polski, w województwie lwowskim, siedziba powiatu rawskiego. Latem 1923 w mieście wydarzył się pożar. W 1924 firma belgijska zbudowała pierwszy, większy zakład przemysłowy – nasycalnię podkładów kolejowych na Smalisze. Działający do dziś zakład należy do grona największych przedsiębiorstw chemicznej obróbki drewna na Ukrainie. W mieście działała Centralna Szkoła Straży Granicznej. Jak podaje Skorowidz Miejscowości RP, w 1921 roku miasto liczyło ok. 9 tys. mieszkańców (Polacy ok. 42%, Żydzi ok. 42%, Ukraińcy ok. 14%). W 1938 roku miasto liczyło 12 tys. mieszkańców, z czego około 56% stanowili Żydzi.
14 września 1939 miasto zajęły wojska niemieckie, pod koniec września w wyniku wcześniejszych ustaleń (Pakt Ribbentrop-Mołotow) znalazło się pod okupacją sowiecką. Wraz z całą Polską południowo-wschodnią jednostronnie włączone do Ukraińskiej SRR. W latach 1941–1944 pod okupacją niemiecką, w mieście istniało getto i wymordowana została żydowska ludność miasta. W mieście działał również obóz dla sowieckich jeńców, w którym zginęło około 24 tys. ludzi. Istniał również obóz karny dla francuskich i belgijskich uczestników ruchu oporu oraz jeńców wojskowych. Z więzionych około 25 tys. osób ocalało 6 tys. Pozostali przy życiu więźniowie utworzyli działające we Francji stowarzyszenie Ceux de Rawa Ruska – Union Nationale des Deportes. Pod okupacją hitlerowską siedziba gminy Rawa Ruska.
W latach 1943–1945 Rawa Ruska była miejscem, do którego ściągali uchodźcy z rzezi wołyńskiej, a następnie czystki etnicznej w Małopolsce Wschodniej i z którego udawali się dalej na zachód. Miasto opuszczali także stali mieszkańcy. 
Bezpośredniego napadu OUN-UPA na miasto nie było. Jednak w latach 1944–1946 nacjonaliści ukraińscy zamordowali 63 Polaków z Rawy Ruskiej, zazwyczaj w czasie podróży poza miasto.
Zdobyta 20 lipca 1944 przez wojska radzieckie 1 Frontu Ukraińskiego.

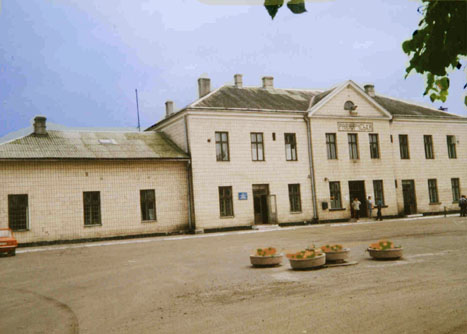
Dworzec kolejowy

Układy międzynarodowe w 1945 (Jałta, Poczdam) przyznały siedem województw wschodniej Polski, w tym Roztocze Południowe Związkowi Radzieckiemu. Nastąpiło przesiedlenie znacznej części, pozostałej jeszcze w mieście, ludności polskiej. W latach 70. XX w. powstał wielki kompleks szkół w centrum miasta, miał miejsce prężny rozwój szkolnictwa średniego i zawodowego. W mieście działały liczne ośrodki kultury (biblioteka, kino, teatr amatorski), rozbudowana została infrastruktura miejska (ośrodki zdrowia, szpital, sklepy), zbudowane nowe zakłady pracy.
W Rawie Ruskiej działa oddział Towarzystwa Kultury Polskiej Ziemi Lwowskiej.

## Zabytki
- Kościół parafialny pw. św. Józefa Oblubieńca zbudowany w latach 1700–1776, z fundacji kasztelana bełskiego Andrzeja Rzeczyckiego konsekrowany w 1841, po II wojnie światowej zamieniony na magazyn, przejęty przez franciszkanów, wyremontowany i ponownie poświęcony w 2000 roku. Jest to jednonawowa budowla barokowa ze skromną fasadą. Wewnątrz nie zachowało się oryginalne wyposażenie, współczesny ołtarz główny pochodzi z niszczejącego kościoła oo. Reformatów.
- Klasztor oo. reformatów pw. św. Michała Archanioła, założony w 1725, w miejsce wcześniejszego drewnianego obiektu, zlokalizowany za miastem na wzniesieniu przy szosie zamojskiej; należał do najcenniejszych zabytków miasta. Fundatorami klasztoru byli starosta bełski Grzegorz Rzeczycki i Józef Głogowski. Kościół i klasztor zbudowane zostały w 1737 roku wg projektu Pawła Fontany, jako jednonawowa budowla z fasadą zdobioną malowidłami. Z klasztorem związany był w latach 1907–1908 i 1930–1933 o. Narcyz Turchan, błogosławiony w 1999 roku. Zarówno kościół, jak i budynki klasztorne zostały zamienione po wojnie na magazyn kołchozu, przez co popadły w ruinę.
- Cerkiew unicka pw. św. Jerzego zbudowana w 1846 roku w stylu barokowo-klasycystycznym.

Pozostałe obiekty pochodzą głównie z XIX wieku, są to:
- klasztor ss. felicjanek (obecnie szkoła)[12],
- wieża nowego ratusza,
- budynek Towarzystwa „Sokół” i inne.

Nie zachowały się: pomnik Sobieskiego, ratusz, zabudowa rynku i bożnica.

## Transport
- Rawa Ruska (stacja kolejowa)
- Przejście graniczne Werchrata-Rawa Ruska

Od 1991 wchodzi w skład niepodległej Ukrainy. W roku 1991 nastąpiło otwarcie drogowego przejścia granicznego Hrebenne-Rawa Ruska, zaś w 1996 – kolejowego przejścia granicznego.
Przez Rawę Ruską przebiega droga E372 Warszawa–Lwów, miasto leży 5 km na wschód od przejścia granicznego Hrebenne-Rawa Ruska.

## Sport
- Rawa Rawa Ruska – klub hokejowy

## Ludzie związani z miastem
- Władysław Górka – burmistrz Rawy, honorowy obywatel miasta od 1899[14]
- Iryna Wereszczuk - burmistrz Rawy, wicepremier Ukrainy.

### Sprawiedliwi wśród Narodów Świata(Polacy ratujący Żydów w Rawie Ruskiej)
- Katarzyna Baran - wspólnie z córką Katarzyną Górą i zięciem Walerianem Górą ukrywała Helenę Adler i siostry Weiler[15]

- Bazyli Chmielewski - pochodzący z Rawy Ruskiej, w czasie okupacji pracował w Tomaszowie Lubelskim, gdzie pomagał Żydom, m.in. organizując im ukrycie u znajomych w Rawie Ruskiej[16][17]

- Fryderyk i Maria Czerwieniowie - w schronie pod swoim domem ukrywali 12 Żydów[18]

- Walerian i Katarzyna Górowie - wspólnie z Katarzyną Baran ukrywali Helenę Adler i siostry Weiler[19]

- Jerzy Łogiński - ukrywał na swoim strychu 5-osobową rodzinę Steinfeldów, zorganizował osobne ukrycie dla Brandli Steinfeld[20]

## Pobliskie miejscowości
- Cieszanów (PL)
- Uhnów
- Żółkiew
- Niemirów
- Potylicz